# Route 7 (Alberta)
Pour les articles homonymes, voir Route 7.
La Route 7 est une route ouest / est de la région de Calgary, en Alberta. Elle parcourt environ 26 km (16 mi) depuis la route 22 (Cowboy Trail) jusqu'à la route 2,.

## Description du tracé

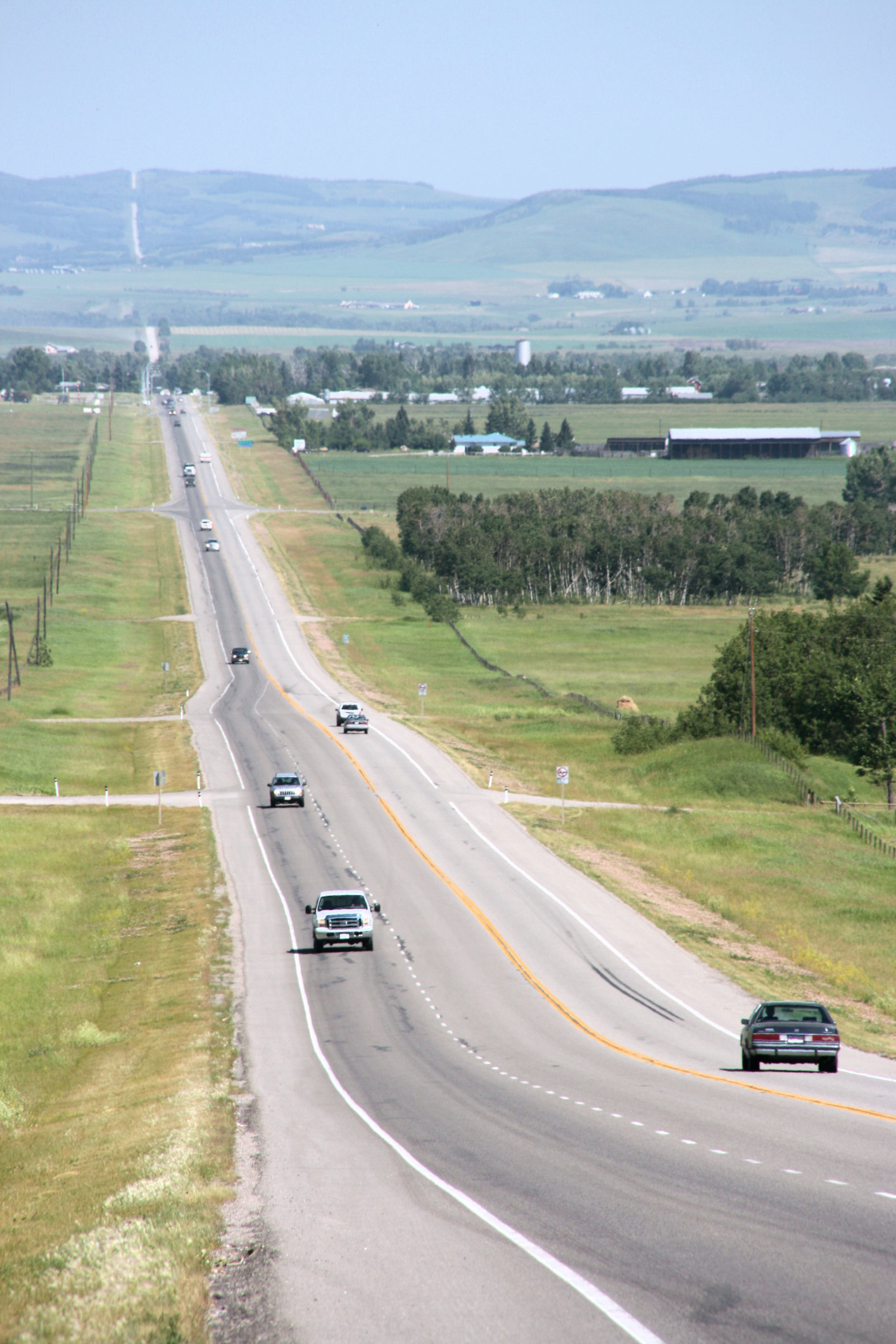
Vue en direction de Diamond Valley

La route débute à Diamond Valley, ville créée en janvier 2023 avec la fusion des municipalités de Black Diamond et de Turner Valley. La route débute à l'intersection avec la route 22 et forme sa continuité en direction sud. Elle se dirige vers l'est et forme la limite sud de la ville d'Okotoks. À l'est d'Okotoks, la route prend fin alors qu'elle rencontre la route 2 au nord d'Aldersyde. Son prolongement est assuré par la route 547,,.
La route 7 continuait originellement vers le sud depuis Black Diamond jusqu'à Longview, mais ce segment a été renuméroté et remplacé par la route 22 au début des années 1970,.

## Intersections majeures
| Municipalité rurale / spécialisée             | Ville          | km    | Destinations                                                             | Notes                                                      |
| --------------------------------------------- | -------------- | ----- | ------------------------------------------------------------------------ | ---------------------------------------------------------- |
| Comté de Foothills                            | Diamond Valley | 0,00  | AB-22 (Government Road / Centre Avenue) – Longview, Bragg Creek, Calgary | Continue comme route 22 nord                               |
| Comté de Foothills                            | Okotoks        | 19,30 | AB-2A nord (Southbridge Drive) / Route 783 sud – Calgary                 | Terminus ouest du multiplex avec l'AB-2A                   |
| Comté de Foothills                            | Aldersyde      | 25,20 | AB-2A sud – High River                                                   | Terminus est du multiplex avec l'AB-2A                     |
| Comté de Foothills                            | Aldersyde      | 26,20 | AB-2 – Calgary, Fort Macleod, Lethbridge                                 | Échangeur; sortie 209 de l'AB-2; continue comme AB-547 est |
| Comté de Foothills                            | Aldersyde      | 26,20 | Route 547 est – Mossleigh                                                | Échangeur; sortie 209 de l'AB-2; continue comme AB-547 est |
| - Terminus de multiplex - Transition de route |                |       |                                                                          |                                                            |